# Teresa Carreño
María Teresa Gertrudis de Jesús Carreño García de Sena (ur. 22 grudnia 1853 w Caracas, zm. 12 czerwca 1917 w Nowym Jorku) – wenezuelska pianistka, śpiewaczka (sopran), kompozytorka i dyrygentka.

## Życiorys
Drugie dziecko Manuela Antonio Carreño i Clorindy García de Sena y Toro. Pochodziła z uzdolnionej muzycznie rodziny, powiązanej ze światem wenezuelskiej polityki. Jej cioteczna babka, María Teresa Toro, była żoną Simóna Bolívara. Uzdolnienia muzyczne zaczęła przejawiać w wieku trzech lat, początkowo uczyła się gry na fortepianie od ojca, później zaś pobierała lekcje u Juliusa Hohenusa. W lipcu 1862 roku Manuel Antonio Carreño z powodów politycznych musiał emigrować z Wenezueli i wraz z rodziną wyjechał do Nowego Jorku. Tam Teresa rozpoczęła występy publiczne jako pianistka, debiutując w nowojorskim Irving Hall. Uczyła się u Louisa Moreau Gottschalka, jednocześnie by wspomóc finansowo rodzinę podróżowała z koncertami. Pod koniec 1863 roku wystąpiła w Białym Domu przed Abrahamem Lincolnem.
W 1866 roku wyjechała wraz z rodziną do Paryża, gdzie poznała m.in. Berlioza, Liszta, Gounoda, Rossiniego, Saint-Saënsa oraz Antona Rubinsteina, z którym nawiązała serdeczną przyjaźń. Kontynuowała swoją edukację muzyczną pod okiem Emmanuela Bazina i Georges’a Mathiasa. Występowała z programem koncertowym we Francji, Hiszpanii i Wielkiej Brytanii. W 1872 roku w operze w Edynburgu wystąpiła w roli Królowej w Hugonotach Giacomo Meyerbeera. Pod koniec tegoż roku wróciła do USA.
Po powrocie do Stanów Zjednoczonych występowała jako śpiewaczka operowa, koncertowała także wspólnie ze swoim wieloletnim przyjacielem, pianistą Edwardem MacDowellem. W 1885 roku gościnnie występowała w rodzinnym Caracas. W 1899 roku dała w Berlinie serię zwieńczonych olbrzymim sukcesem koncertów fortepianowych. W późniejszych latach wielokrotnie podróżowała z koncertami, odbyła m.in. tournée po Nowej Zelandii, Australii i Południowej Afryce, wielokrotnie wracała też do USA. Zajmowała się również działalnością pedagogiczną.
Zmarła w Nowym Jorku w wieku 63 lat na skutek miastenii. Jej ciało skremowano i pochowano w Berlinie. W 1938 roku prochy artystki zostały sprowadzone do Caracas, gdzie spoczęły w Panteonie Narodowym Wenezueli.

## Życie prywatne
Była czterokrotnie zamężna. W połowie 1873 roku poślubiła skrzypka Émile’a Saureta, z którym doczekała się córki Emility (ur. 1874) oraz zmarłego w niemowlęctwie syna. Krótko po urodzeniu drugiego dziecka w 1875 roku małżeństwo zakończyło się separacją. Emilita została wówczas oddana do adopcji. W 1876 roku ostatecznie rozwiodła się z pierwszym mężem i wyszła za śpiewaka operowego Giovanniego Tagliapietrę. Miała z nim trójkę dzieci: Lulu (ur. 1878, zm. 1881), Teresitę (ur. 1882) i Giovanniego (ur. 1885). Małżeństwo okazało się nieszczęśliwe i także zakończyło się rozwodem.
27 lipca 1892 roku poślubiła niemieckiego kompozytora Eugena d’Alberta, z którym doczekała się dwóch córek: Eugenii i Herthy. Również ten związek okazał się nieudany i rozpadł się w 1895 roku. 30 czerwca 1902 roku wyszła za Arturo Tagliapietrę, młodszego brata swojego drugiego męża. Małżeństwo to przetrwało do śmierci artystki.

## Twórczość
W programach koncertowych Teresy Carreño znajdowały się utwory fortepianowe m.in.: Saint-Saënsa, Liszta, Griega, Czajkowskiego i Edwarda MacDowella. Wykonywała również własne kompozycje. Skomponowała m.in. Patite danse tsigane na orkiestrę, Kwartet smyczkowy h-moll, etiudy koncertowe oraz różne mniejsze utwory na fortepian, w tym cieszący się dużą popularnością walc Mi Teresita.